# غول بزرگ مهربان
غول بزرگ مهربان (به انگلیسی: The Big Friendly Giant)در سال ۱۹۸۲ توسط رولد دال نویسنده انگلیسی برای کودکان نوشته شده‌است. این کتاب داستان مفصل‌تری از داستان کوتاه دنی، قهرمان جهان است که در سال ۱۹۷۵ توسط همین نویسنده نوشته شده بود. نویسنده این کتاب را به دخترش که در سال ۱۹۶۲ در سن هفت سالگی در اثر سرخک انسفالیت درگذشت اهدا کرد. در سال ۲۰۰۹، ۳۷ میلیون نسخه از آن در انگلیس به فروش رفت و بیش از یک میلیون نسخه از آن هر ساله در سراسر جهان به فروش می‌رود.